# Лоци, Лайош

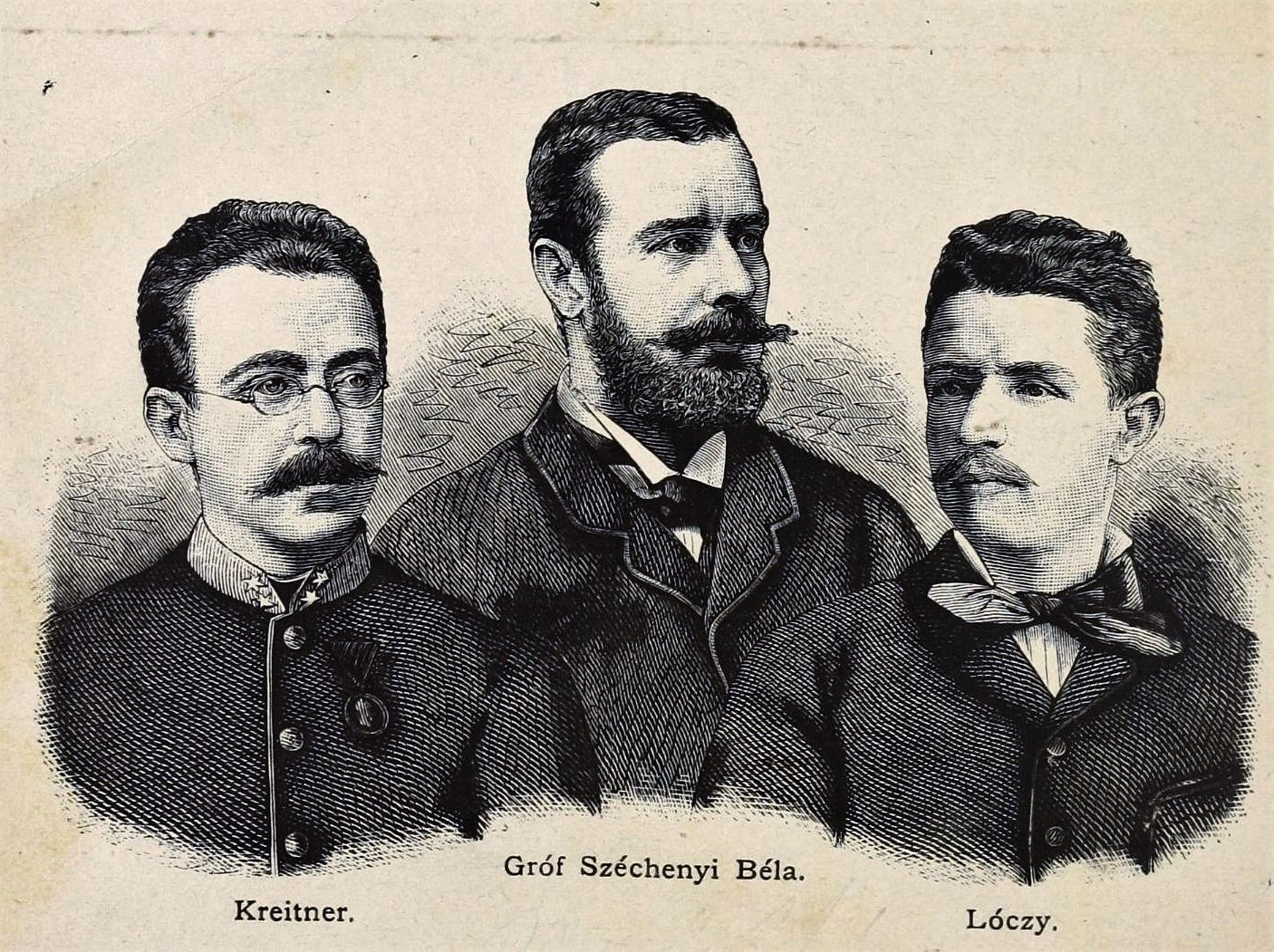
Густав Крейтнер, граф Бела Сеченьи и Лайош Лоци. Иллюстрации книги «Восточное путешествие графа Бела Сеченьи в Индию, Японию, Китай, Тибет и Бирму» / Будапешт, Ревай, 1882

Лайош Лоци (венг. Lóczy Lajos; 2 ноября 1849, Прессбург, Австрийская империя (ныне Братислава, Словакия) — 13 февраля 1920, Балатонфюред) — венгерский геолог, географ, геоморфолог, историк науки, педагог, профессор, доктор наук (1898). Путешественник. Почётный член Венгерской академии наук (с 1880).

## Биография
Образование получил в университетах Берлина и Бонна. В Цюрихском университете изучал геологию.
В 1862 году отправился в Америку с графом Дьюлой Каройи. Вернувшись написал отчет об этом путешествии. В 1867—1870 годах совершил три экспедиции в Алжир с охотниками на львов.
С 1877 по 1880 год Л. Лоци в качестве геолога вместе с Белой Сеченьи путешествовал по Китаю и Юго-Восточной Азии, побывал в Индии, Японии, на островах Ява и Борнео. Затем путешественники направились в Таиланд, однако тибетцы не пропустили их через свою страну, но всё же им удалось добраться до пункта назначения.
В 1889 году стал профессором географии в Будапештском университете, позднее одновременно — директор геологической службы Австро-Венгрии. Основным направление учёного было изучение озера Балатон. В 1891 году по его инициативе и под руководством Венгерской академии наук был создан Балатонский комитет Венгерского географического общества, целью которого являлось разностороннее изучение озера.
Добился также выдающийся результатов в стратиграфии и палеонтологии.
Автор около 200 научных публикаций. Опубликовал геологию и геоморфологию Внутренней Азии и Западного Китая, сделал новаторскую выводы в описании ископаемых млекопитающих и моллюсков в этих регионах. Его труд был отмечен Королевским венгерским географическим обществом с присуждением почётного членства, юбилейной медалью и премией Цихацеффа Французской академии наук.
С 1897 года редактировал публикацию результатов балатонских съёмок.
Отредактировал геологическую карту Карпатского бассейна в масштабе 1:360 000, которая была удостоена золотой медали на Всемирной выставке в Париже 1900 года.
Председатель Венгерского географического общества (1891—1893 и 1900—1914). С 1898 года был генеральным секретарём Венгерского геологического общества. В ноябре 1918 года стал первым главой Лиги защитников территории.

## Избранные публикации
- Amerikai utam (Пешт, 1863)
- Széchenyi Béla gróf kelet ázsiai útjának tudományos eredménye (Будапешт, 1890-97)

## Память

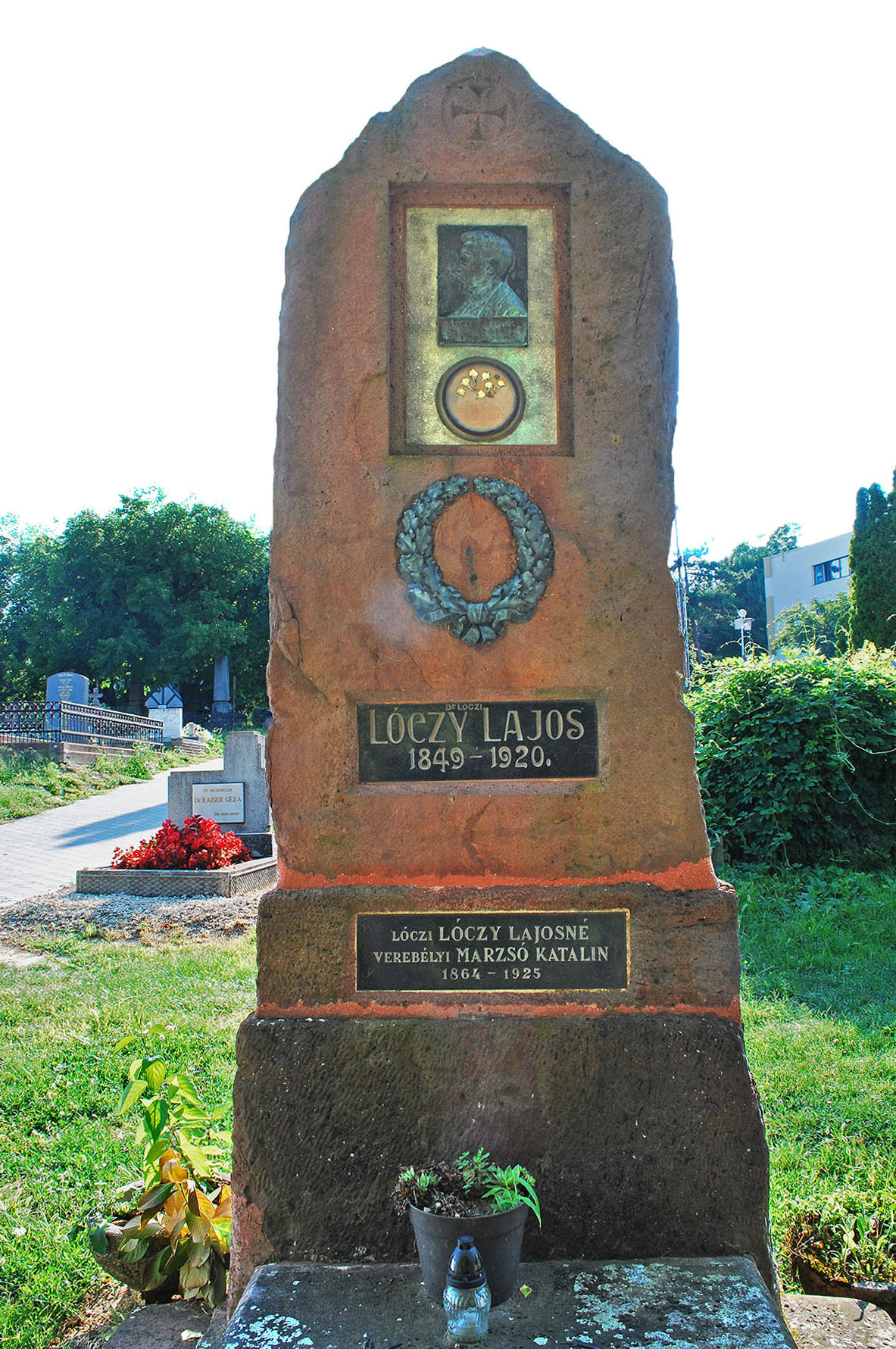
Могила Лайоша Лоци в Балатонфюреде

- Географическое общество Венгрии учредило медаль им. Лайоша Лоци, которая вручается венгерским и зарубежным учёным в память о выдающемся геологе, географе, путешественнике[2].
- Его именем названа открытая в 1892 г. Лоци крупнейшая пещера в окрестностях Балатона, длиной более 100 метров. Находится к северу от Балатонфюреда, на склоне горы Тамаша. А также тропа Лайоша Лоци близ озера.